# ستراثوري كاردوك (أونتاريو)
ستراثوري كاردوك، أونتاريو (بالإنجليزية: Strathroy-Caradoc)‏ هي مدينة كندية تقع في مقاطعة أونتاريو. تبلغ مساحة هذه المدينة 274.1851 (كم²)، ويبلغ عدد سكانها 19977 نسمة حسب إحصاء سنة 2006 م، بينما كان يسكنها 19154 نسمة في سنة 2001 م. تحتل هذه المدينة المرتبة رقم 190 بين مدن كندا حسب عدد السكان والمرتبة رقم 76 في المقاطعة. نما عدد السكان في هذه المدينة بنسبة (4.3) بين العامين المذكورين.

## أعلام
- آليكسندر نوكس
- باتريك مكنيل
- برايان كامبل
- ويليام هويل آرثر توماس
- جون بورتون مارتين

## وصلات خارجية
- الأطلس الحكومي لكندا
- إحصاءات كندا مع ساعة تعداد السكان